# فيل هابارد
فيل هابارد (بالإنجليزية: Phil Hubbard)‏ هو عالم اجتماع وجغرافي بريطاني، ولد في 1969.